# Drosanthemum floribundum
Espèce
Drosanthemum floribundum est une espèce de plantes de la famille des Aizoacées.